# Ta'awwudh

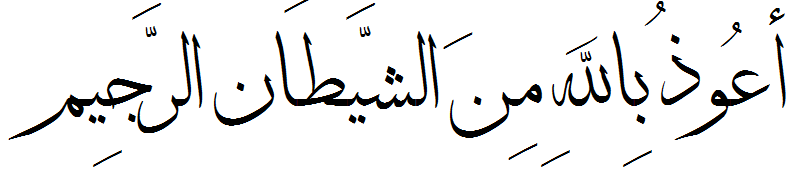
Ta'awwudh

De Ta'awwudh (Arabisch: تعوذ) is de uitdrukking "A`ūdhu billāhi min ash-shaitāni r-rajīmi" (أعوذ بالله من الشيطان الرجيم). Dat is een Arabische zin die "Ik zoek mijn toevlucht bij Allah tegen Shaitan, de vervloekte" betekent. Het wordt vaak aangehaald door moslims voor het reciteren uit de Koran en voor het begin van een taak en wordt vaak gevolgd door de Basmala.